# François-Marie Firmin-Girard

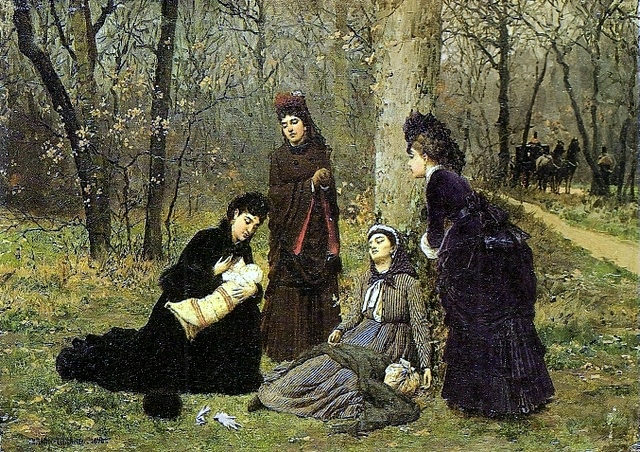
Óleo de 1870

François-Marie Firmin Girard o Firmin-Girard (Poncin, Ain, 29 de mayo de 1838-Montluçon, Allier, 8 de enero de 1921) fue un pintor francés de escenas históricas, religiosas, de género, retratos, paisajes, naturalezas muertas y flores. Pertenece a la escuela de pintura realista francesa.

## Biografía
Se radicó muy joven en París. Entró a la École nationale supérieure des beaux-arts en 1854, como discípulo de Charles Gleyre y Jean-Léon Gérôme. Ganó el segundo Premio de Roma en 1861 y abrió un taller situado en la zona norte de la capital francesa. Desde 1859 expuso en el Salón de París y a continuación en el Salon des artistes français (Salón de los artistas franceses), logrando varias medallas. 
Con un estilo a veces realista y otras impresionista, pero siempre con un interesante uso de la luz, se dedicó a diferentes temáticas. Fue un artista de éxito y apreciado. Por otro lado, fue uno de los primeros aficionados a la estación de Onival, donde construyó una residencia en 1875, realizando algunas de sus obras en los alrededores del lugar.

## Obras
- Saint-Sébastien (San Sebastián)
- Après le bal (Después del baile)
- Marchande de fleurs (Vendedora de flores)
- Les fiancés (Las prometidas)
- La terrasse à Onival (La terraza de Onival)
- Le quai aux fleurs (El muelle con flores)